# Michele De Martino
Michele Angelo Ferdinando De Martino (Montepertuso, 20 gennaio 1788 – Monopoli, 9 marzo 1860) è stato un mercante italiano.

## Biografia

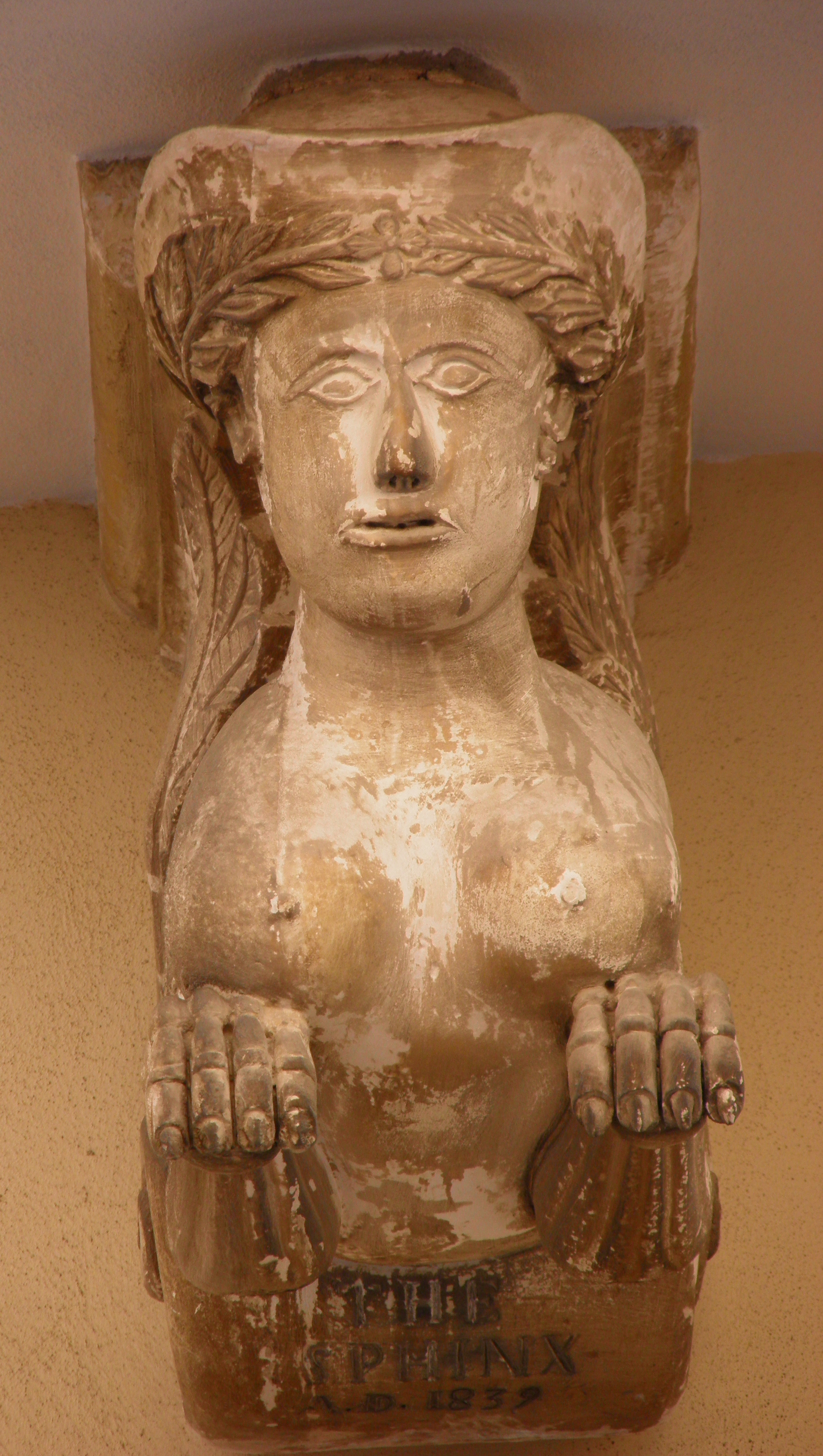
Sfinge della loggia massonica THE SPINX del 1839 casa Pitkin

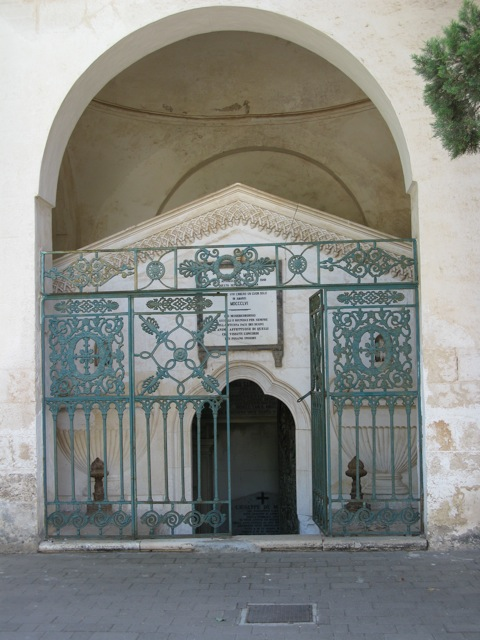
Cappella della famiglia De Martino nel cimitero di Monopoli (Ba) edificata nel 1856 da Michele De Martino, dove è sepolto e dove è collocata la lapide fatta incitere da John Pitkin.

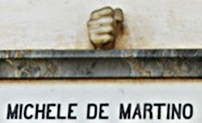
Pugno chiuso su lapide di fondazione della Cappella funeraria

Figlio di Giuseppe De Martino (1758-1848), mercante di Montepertuso, frazione di Positano (Salerno), di antica famiglia di armatori provenienti da Vico Equense (che nei secoli vantava anche alcuni esponenti nobili), amplia la propria attività trasferendosi negli ultimi anni del '700 a Monopoli (Bari). Il porto e la posizione geografica della città è ideale per i suoi velieri che trasportano i prodotti agricoli pugliesi (soprattutto olio d'oliva e grano) sui mercati italiani, americani, russi, inglesi, francesi e olandesi. Si sposa nel 1818 con Angela Gaetana Marzolla (27/11/1789-4/3/1856), esponente della ricca borghesia locale, dalla quale avrà quattro figli che proseguiranno l'attività commerciale della famiglia.
Già sotto i Borbone, Michele De Martino intuisce l'importanza del porto di Monopoli e “annodando estesissime relazioni, aveva fatto concorrenza coi nostri oli a quelli di Gallipoli in Russia ed in Inghilterra, e con i nostri grani e quelli di Barletta in Tolone e Marsiglia. E riunito al negoziante inglese John Pitkin, che qui dimorando, seppe guadagnare e poi conservare fino alla morte le simpatie di tutti gli ordini dei cittadini, ottenuta un'autorizzazione dal municipio, fece redigere un disegno per il nuovo porto dal valente ingegnere Ercole Lauria di Napoli”
Insieme al fraterno amico John Pitkin, mercante inglese e console a Monopoli, allo scopo di rendere più sicuro l'attracco dei velieri nel porto di Monopoli, inizia a proprie spese, la costruzione del braccio sud del porto in attacco al lato nord-est del castello di Monopoli Carlo V. Tale opera sarà la premessa per la realizzazione del molo Margherita, fondamentale per l'agibilità del porto da parte delle imbarcazioni a vela.
Michele è probabilmente il fondatore, insieme all'amico John Pitkin, della Loggia massonica monopolitana (o forse vendita carbonara) "The Sphinx" 1839. Alla sua morte, John Pitkin, dedica all'amico una lunga e commovente iscrizione, ancora visibile nella cappella funebre della famiglia De Martino nel cimitero di Monopoli.
La cappella di famiglia di Michele De Martino, nella quale John Pitkin colloca la lapide precedentemente citata, è caratterizzata da oscure simbologie. Tra queste; un pugno chiuso  che fuoriesce dal muro, sotto il timpano principale, subito sopra l'iscrizione dedicatoria che il De Martino pone al momento della costruzione del tempietto nel 1856. Anche le decorazioni architettoniche del coronamento di casa Pitkin e della cappella De Martino sono simili, costituite fondamentalmente da intrecci di archetti gotici.

## I suoi velieri

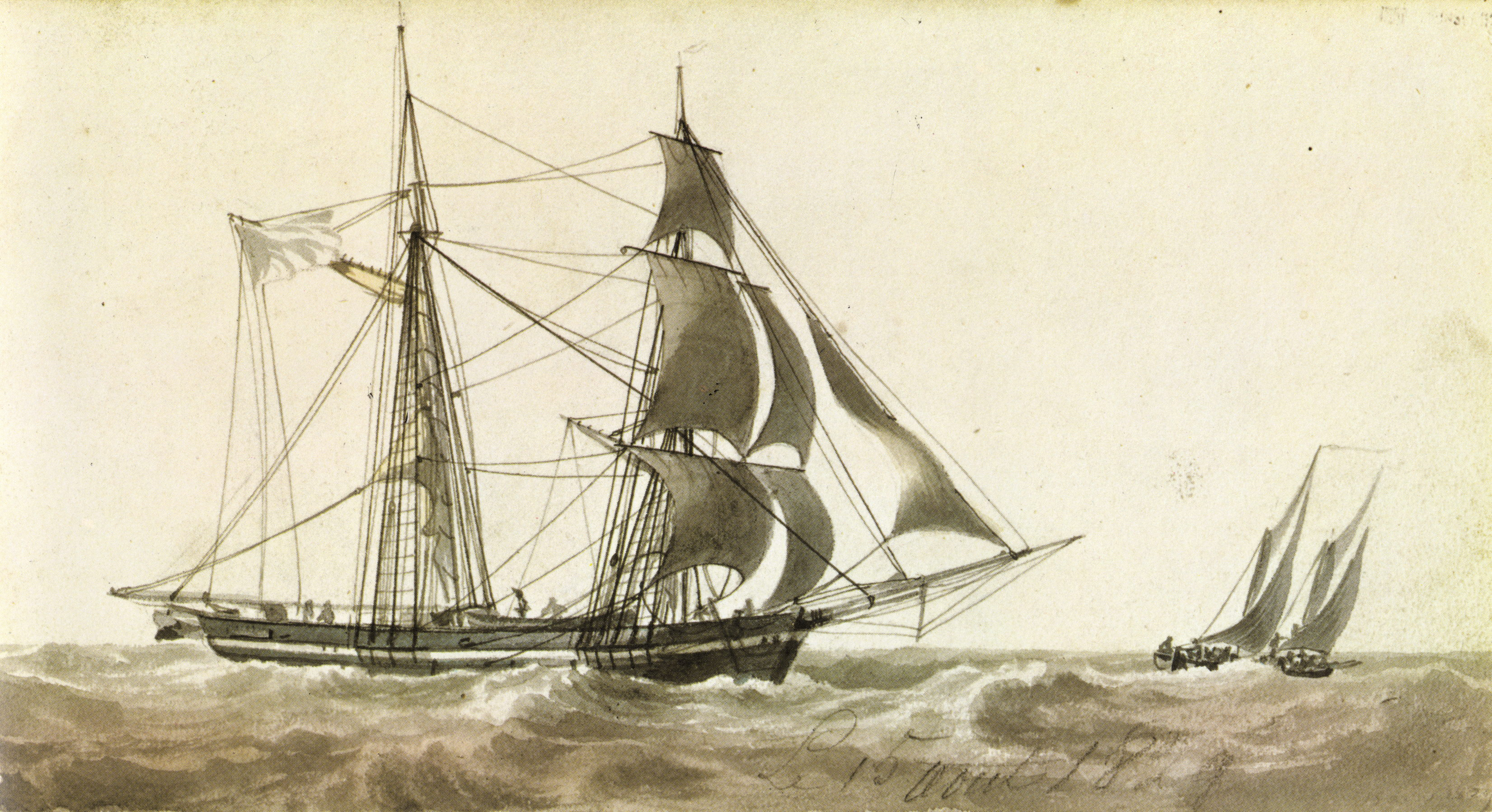
Antoine Roux: Brick-goelette o Brick-Schooner del 1839. l'armatura è simile a quella della goletta con la quale può essere identificato.

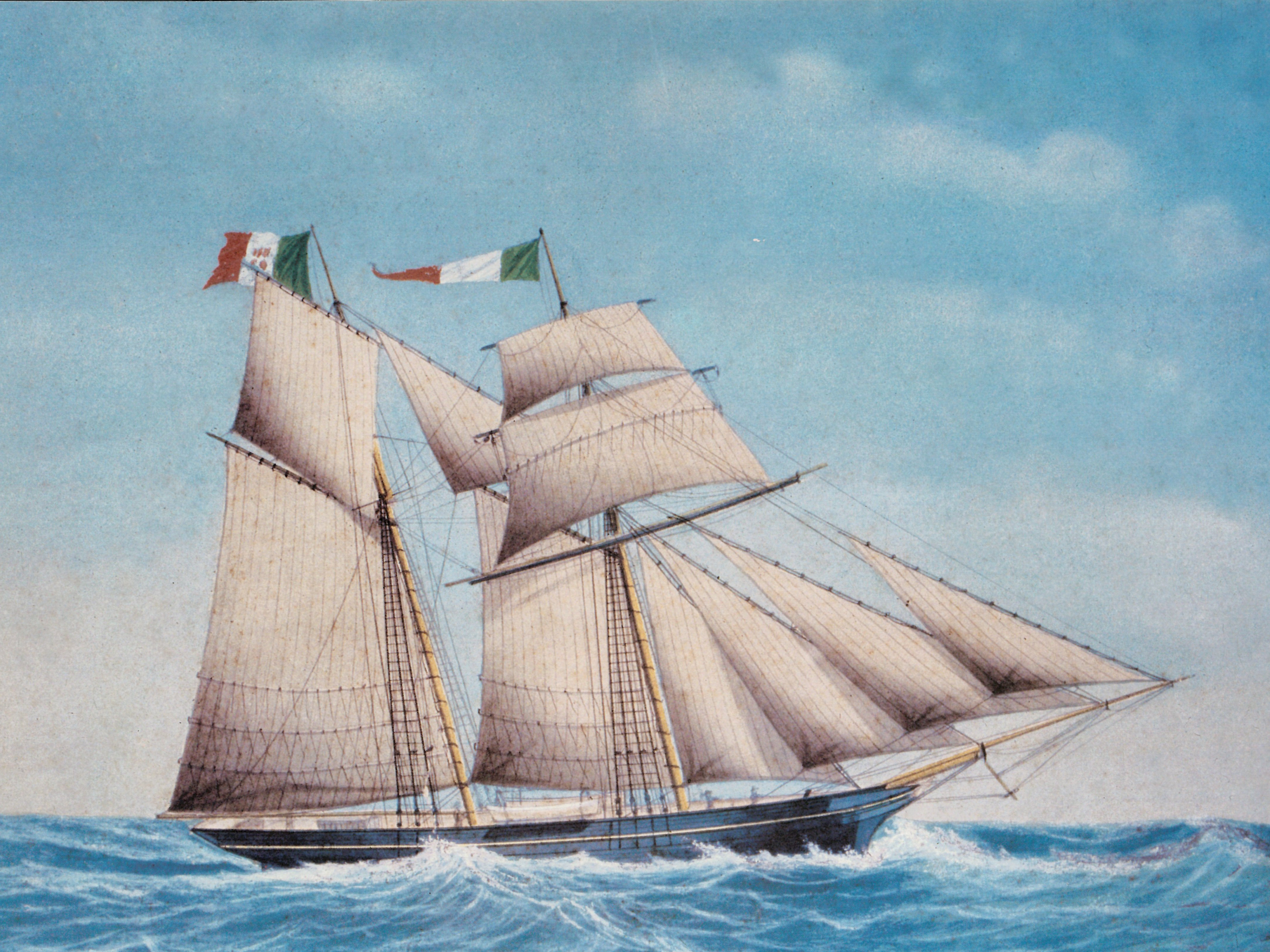
Goletta Argo 1865

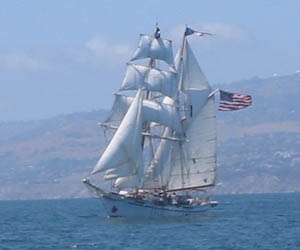
brigantino moderno

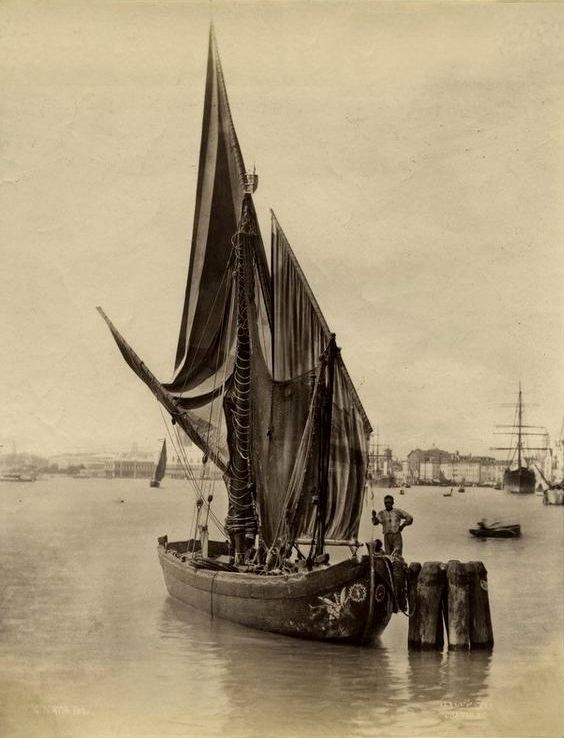
Bragozzo adriatico 1850

Dispone per i suoi commerci, di una consistente flotta, dai velieri oceanici a barche minori per il piccolo cabotaggio. Costruisce a Venezia un veloce brick schooner (Goletta): l'"Angela e Elisa", che poi verrà venduto nel 1858 dal figlio Girolamo (residente a Venezia da dove dirige parte dell'attività di famiglia) ad Angelo Titi, armatore brindisino. Tra le barche di sua proprietà risultano documentati, oltre al grosso bragozzo "Esmeralda" (97 tonnellate, due alberi, pontato, con una camera), in comproprietà al 50% con Luigi Tito di Giosuè che ne era il capitano, anche il Brik Schooner “La Felicia” con Leonardo Barnaba capitano. L'avventura de “La Felicia” è ricordata tra i vari miracoli di ambiente marinaro della Madonna della Madia.
Nell'archivio della famiglia De Martino è conservato un interessante registro di carico di Michele, relativo agli anni 1851-1855. Da questo documento è possibile ricavare molte notizie sui commerci di olio dal porto di Monopoli verso Trieste, Senigallia, Ancona, Fiume, Napoli, Catania, Castellammare, Marsiglia e Venezia dove il figlio Girolamo De Martino risiedeva per curare gli interessi della famiglia. In quel periodo i trasporti venivano effettuato a bordo di veloci brigantini: Giglio, Veloce, Michele, Giglio delle onde.... Questo registro risulta prezioso anche per le molte notizie sulla marineria di Monopoli della metà XIX secolo

## Fonti
- Alcune notizie provengono dall'archivio della famiglia Capitanio di Monopoli, conservato presso lo Studio di Architettura D. Capitanio piazza Palmieri n.6/7 Monopoli (Bari),  il cui nucleo di base è costituito dall'archivio dell'Abate Domenico Capitanio del XIX secolo.
- Dai registri di carico del 1851-1855 conservati presso l'archivio della famiglia De Martino, conservato in Monopoli da Gianfranco De Martino.
- Dalle lapidi della cappella De Martino del cimitero di Monopoli.
- Dagli atti di morte del comune di Monopoli